# (72037) Castelldefels
(72037) Castelldefels (2000 XN44) – planetoida z grupy pasa głównego asteroid okrążająca Słońce w ciągu 3,27 lat w średniej odległości 2,2 au. Odkryta 10 grudnia 2000 roku.